# Su Tempiesu

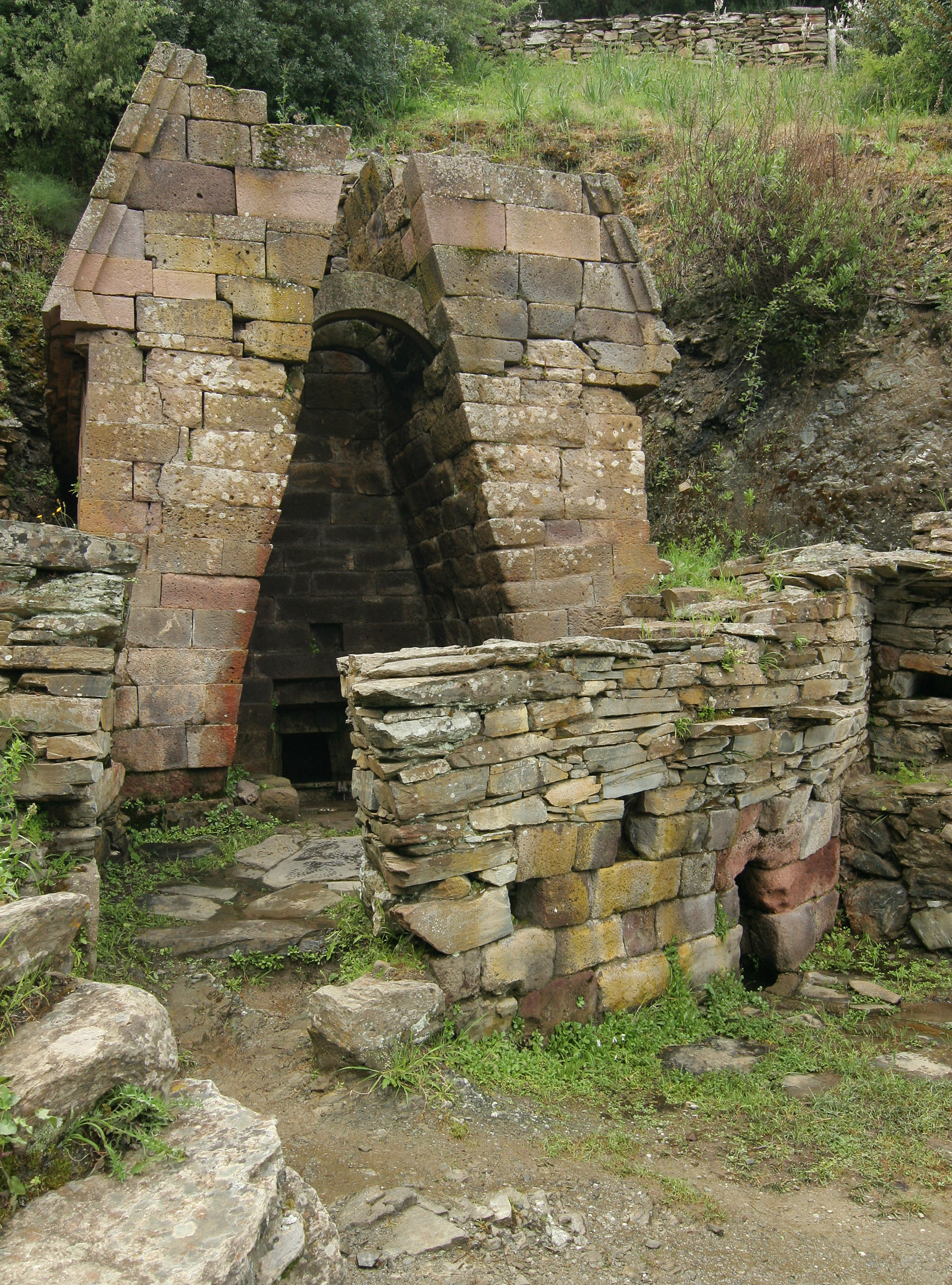
Gesamtansicht des Tempels

Su Tempiesu ist das am besten erhaltene Brunnenheiligtum (italienisch Pozzo sacro) auf Sardinien und eines der wenigen gut erhaltenen Beispiele der Baukunst der Nuragher. Es liegt in einem abgelegenen Tal, östlich von Orune in der Provinz Nuoro an einem steilen Hang. 
Der kleine Tempel wurde von den Nuraghern für den Wasserkult gebaut und entstand in der Spätzeit. Er blieb dank eines Erdrutsches, der ihn bis zum Jahr 1953 (dem Jahr seiner Entdeckung) überdeckte, auch in seinem oberirdischen Teil weitgehend erhalten. 
Die Frontseite des Tempels war etwa 3,5 m hoch. Eine zwei Meter hohe, trapezförmige Nische von lediglich vier Quadratmeter Bodenfläche liegt in einem hausartigen Element mit steilem Dach. Am hinteren Ende führt eine schmaler werdende, ungewöhnlich niedrige Öffnung über Stufen zum runden Wasseraustritt. Der hintere Bereich ist durch eine Schwelle, in die eine Überlaufrinne eingearbeitet ist, von der Nische getrennt. Das Wasser, das sich im hinteren Bereich sammelte, floss (bei entsprechend hohem Wasserstand) durch eine Rinne nach außen. Die Nische stellt das Zentrum des Tempels dar. Hier wurden die Opfergaben auf zwei seitlichen Bankaltären niedergelegt. Vor der Kultnische liegt ein kleiner Vorplatz, der hüfthoch ummauert und durch vier Stufen erhöht ist. Dieser äußere Bereich wird von einer weiteren niedrigen ovalen Mauer eingefasst. Brunnentempel haben eine kompliziertere Form als Nuraghen. Ihre Steine sind zwar von der Art, in der auch die Nuraghen gebaut sind, sie sind aber sehr präzise bearbeitet. 

Su Tempiesu
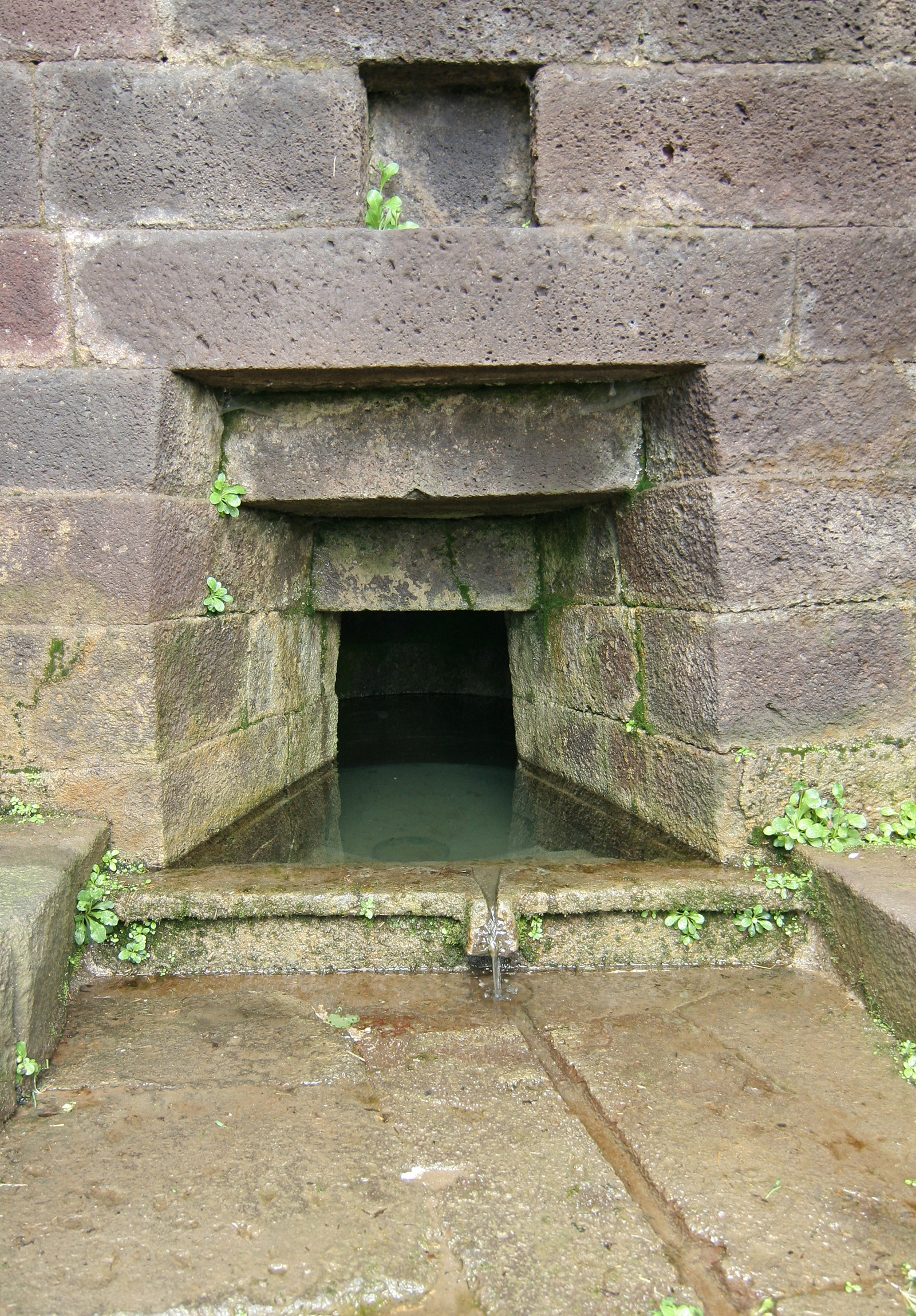
Quelle mit Überlauf, Abfluss und Stufen
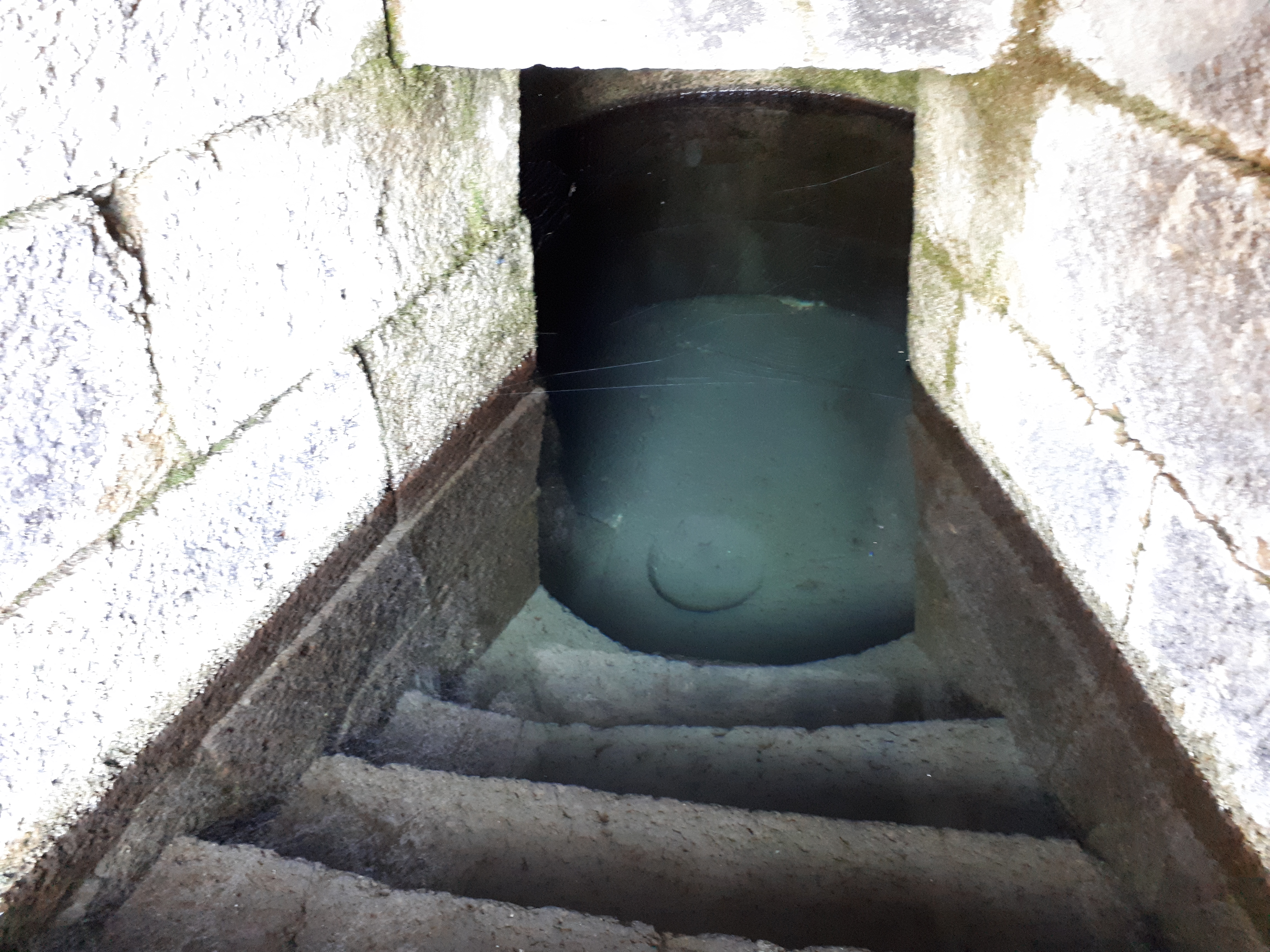
Innenbereich der eigentlichen Quelle
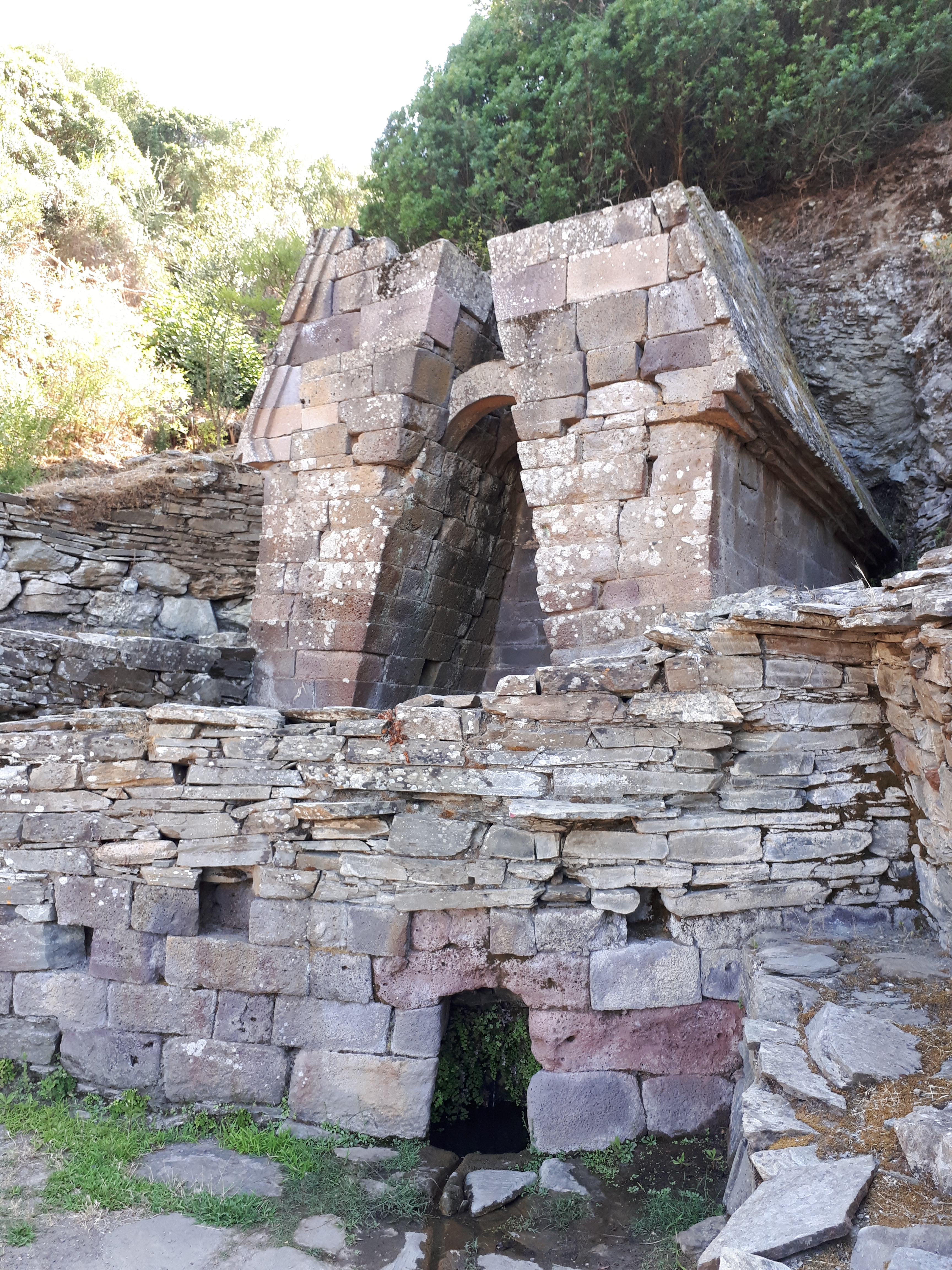
Sicht auf die Wasseraustritte
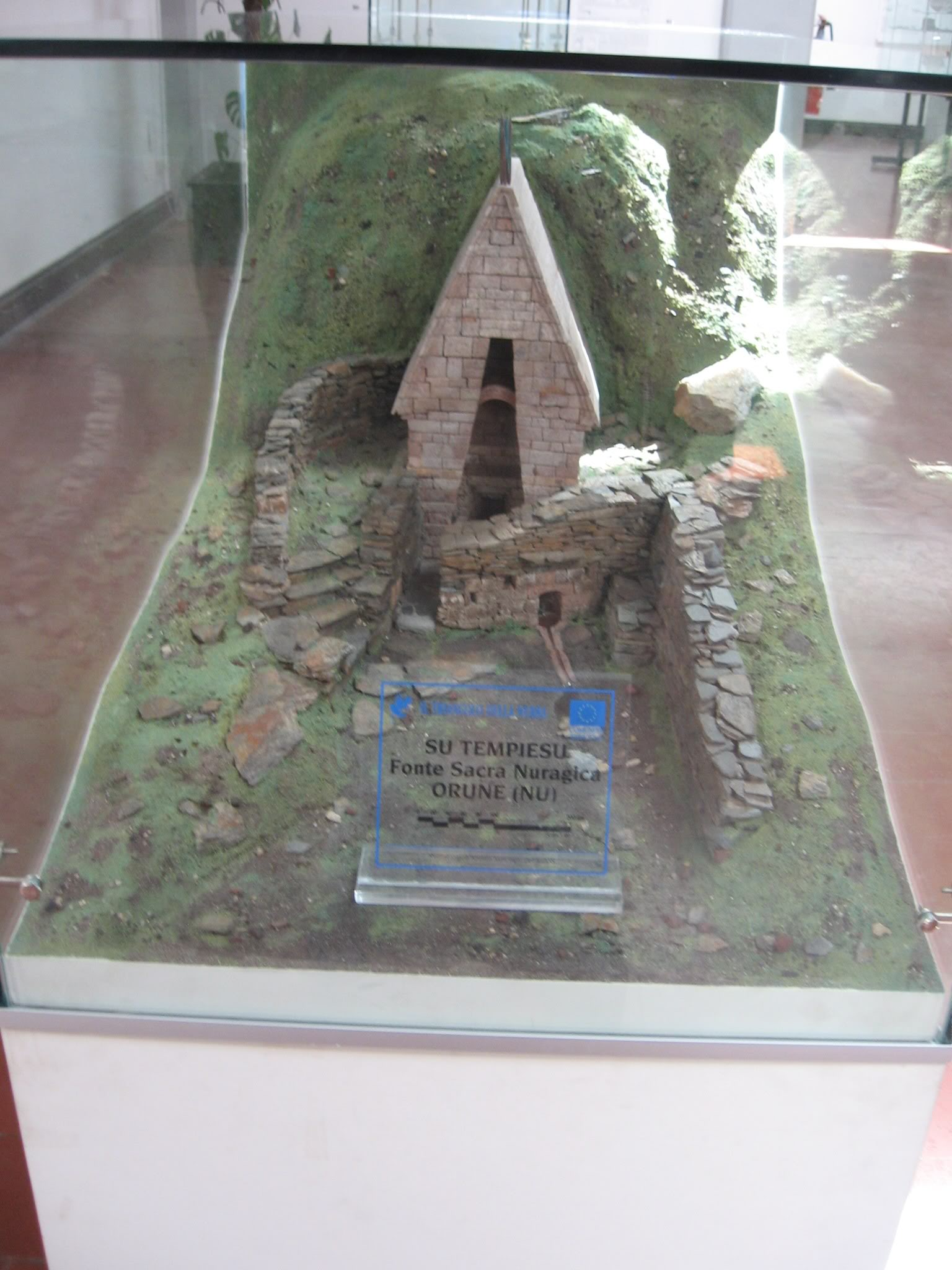
Modell im Museo  G. A. Sanna